# Praon exoletum
Praon exoletum är en stekelart som först beskrevs av Christian Gottfried Daniel Nees von Esenbeck 1811.  Praon exoletum ingår i släktet Praon, och familjen bracksteklar. Arten är reproducerande i Sverige.